# جورج إل. ميد
جورج إل. ميد هو سياسي أمريكي، ولد في 25 أبريل 1869، وتوفي في 11 يناير 1925. نشط حزبياً في الحزب الجمهوري. وقد انتخب عضو جمعية ولاية نيويورك ‏ وانتخب عضو مجلس ولاية نيويورك ‏.